# Michel-Louis Rousselet
Michel-Louis Rousselet (1746-1834), est Avocat du roi, lorsqu'il est élu député représentant le tiers état  du bailliage de Provins aux États généraux de 1789.

## Biographie
Michel-Louis Rousselet est né le 3 mars 1746 à Provins. Son père est Michel Rousselet, un marchand tanneur, et sa mère est née Gabrielle Le Clerc.
Avocat du roi au bailliage de Provins, il est député du tiers état pour ce bailliage aux États généraux de 1789. Partisan de la Révolution, il participe activement aux travaux parlementaires. Le 26 avril 1790, il fait partie des nouveaux membres du comité des recherches, avec : Poulain de Corbion, l'abbé Joubert, de Pardieu, Ledéan, Voidel, Cochon de l'Apparent, Payen-Boisneuf, Verchère de Reffye, de Macaye, De Sillery, Babey.
Il est ensuite assesseur du juge de paix puis conseiller municipal sous le Consulat.
Michel-Louis Rousselet est mort le 4 septembre 1834 à Provins.

### Webographie
- Assemblée nationale, « Michel, Louis Rousselet », sur Assemblée nationale, 2018 (consulté le 17 décembre 2018).